# Ali ben Sulaiman
’Ali ben (ou ibn) Sulaiman (hébreu : עלי בן שלמה Eli ben Shlomo) est un sage karaïte (mouvement juif scripturaliste, opposé au judaïsme rabbinique traditionnel) des XIe et XIIe siècles, principalement connu comme lexicographe et compilateur des œuvres de ses devanciers.

## Éléments biographiques
Ali ben Suleiman a vécu dans le centre karaïte de Jérusalem, où il est peut-être né (bien que Julius Fürst en fasse un natif de Fès), et aurait été proche du mouvement des Avelei Tzion. À la suite de la destruction du centre lors de la conquête seldjoukide, il s'installe à Fostat dans le vieux Caire, où il finit ses jours.

## Œuvres

### Abrégés
Ibn Sulaiman est principalement connu pour ses compilations d'auteurs antérieurs, en particulier les Avelei Tzion. Parmi ceux-ci:
- un abrégé du commentaire d'Aaron de Jérusalem sur le Pentateuque, lui-même abrégé du commentaire de Joseph ben Noah
- un commentaire sur les Psaumes, abrégé de ceux de David ben Boaz et d'Abu al-Tayyib al-Tinnısı.
- un abrégé de l'abrégé réalisé par Levi ben Yaphet de l’Egron de David ben Abraham al-Fassi. Ali ben Sulaiman se base cependant sur des conceptions grammaticales plus modernes, comme la théorie de Juda ben David Hayyuj sur la nature trilitère des mots[2].

### Commentaires bibliques
Outre ses abrégés, Ali ben Sulaiman a réalisé une traduction du Pentateuque avec quelques commentaires exégétiques, et un commentaire du Pentateuque, où il aborde des points théologico-philosophiques, en citant abondamment des auteurs karaïtes antérieurs (dont Jacob al-Qirqissani, Sahl ben Matsliah, Yaphet ben Ali, et Yeshoua ben Yehouda). Comme de nombreux auteurs karaïtes, il s'en prend fréquemment à Saadia Gaon, champion du judaïsme rabbinique.
Les commentaires sur le Livre de la Genèse et de l'Exode ont été conservés, le premier ayant été édité par S. L. Skoss en 1928.

### Autres
Outre son commentaire, Ibn Sulaiman est l'auteur de deux traités philosophiques conservés à l'état de manuscrit, ainsi que d'une lettre contre l'accusation musulmane de falsification de la Bible par les Juifs, où il reprend des passages du Coran pour attester du contraire.